# Saint-Julien (Jura)
Saint-Julien – miejscowość i dawna gmina we Francji, w regionie Burgundia-Franche-Comté, w departamencie Jura. W 2013 roku populacja gminy wynosiła 471 mieszkańców. 
W dniu 1 stycznia 2017 roku z połączenia czterech ówczesnych gmin – Bourcia, Louvenne, Saint-Julien oraz Villechantria – utworzono nową gminę Val-Suran. Siedzibą gminy została miejscowość Saint-Julien. 